# Portul Napoli

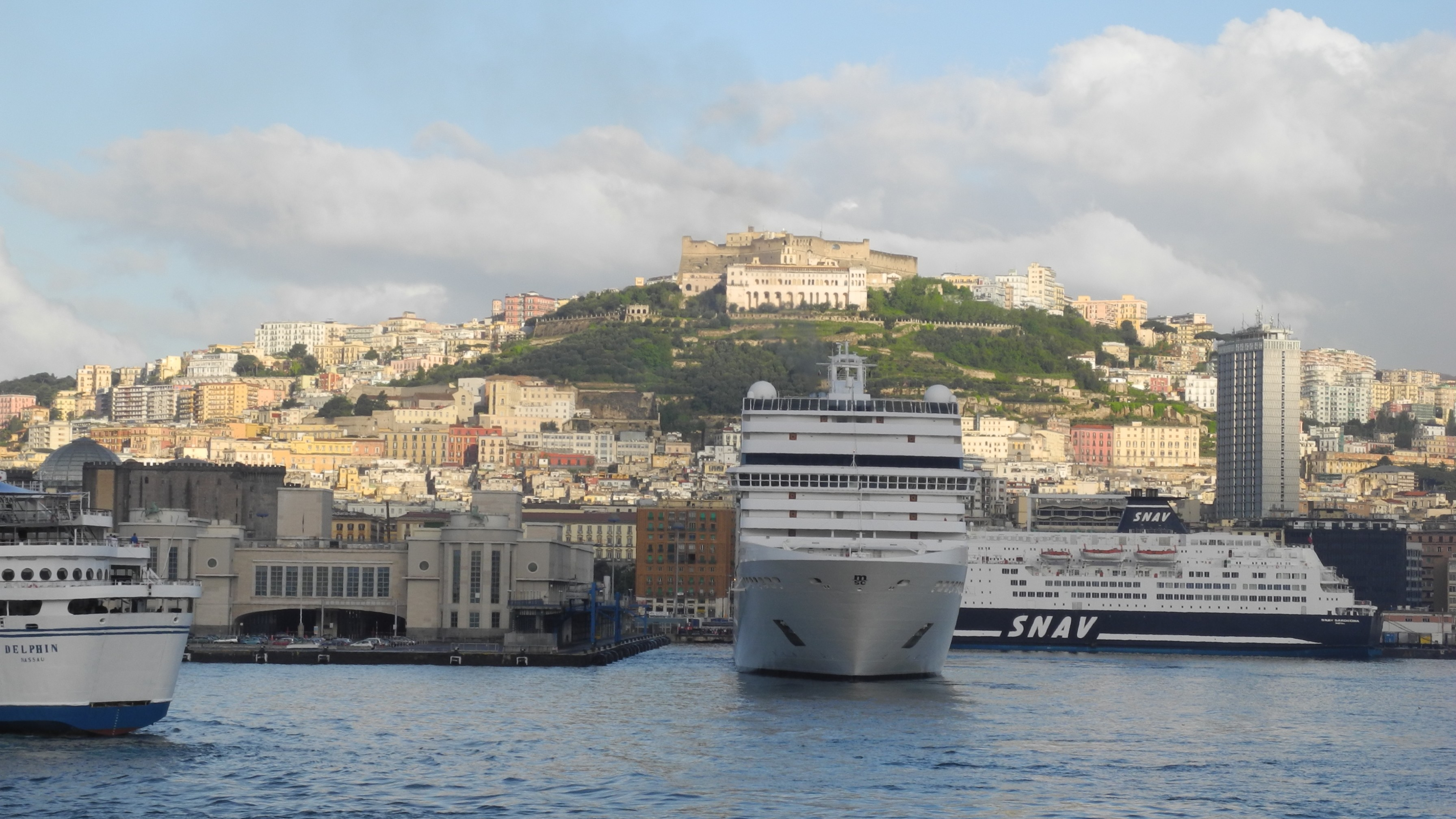
Vedere din portul Napoli

Portul Napoli (în italiană Porto di Napoli, în napoletană Puorto 'e Napule) este unul dintre cele mai mari porturi din Italia și totodată unul dintre cele mai mari porturi ale Mării Mediterane, cu o capacitate anuală de trafic de aproximativ 25 de milioane de tone de marfă și 500.000 de TEU. După numărul de pasageri, el este al doilea port ca mărime din lume, după Hong Kong.
Portul este, de asemenea, un angajator important din zonă, având mai mult de 4.800 de angajați care prestează servicii la mai mult de 64.000 de nave în fiecare an.
Portul Napoli se află în partea central-estică a orașului, foarte aproape de Piazza Municipio, aproape de Piazza Garibaldi (unde se află stații de cale ferată și de metrou) și la aproximativ 5 km de aeroportul Napoli.